# Glechoma grandis
Glechoma grandis là một loài thực vật có hoa trong họ Hoa môi. Loài này được Asa Gray mô tả khoa học đầu tiên năm 1859 dưới danh pháp Nepeta glechoma var. grandis. Năm 1948 Lyudmila Andreyeva Kuprianova nâng cấp nó thành loài và chuyển nó sang chi Glechoma.